# John George Vlazny

John George Vlazny (* 22. února 1937, Chicago – 24. května 2025 tamtéž) byl americký římskokatolický kněz, potomek českých přistěhovalců a emeritní arcibiskup portlandské arcidiecéze (1997–2013).
Narodil se v rodině s českými kořeny – jeho rodiče John Vlazny a Marie Vlazny (rozená Brezina) byli dětmi českých přistěhovalců do Ameriky. Kněžské svěcení přijal v roce 1961. Působil jako pomocný biskup v chicagské arcidiecézi (od roku 1983), následně jako biskup ve Winoně (od roku 1987) a nakonec jako arcibiskup portlandský (od roku 1997). Kvůli finančním výdajům zapříčiněným sexuálními skandály duchovních musel vyhlásit úpadek arcidiecéze a požádat soud o reorganizaci. Vyhlášení bankrotu podle arcibiskupa dovolilo pokračovat v pastorační a vzdělávací činnosti církve a zároveň postupně splatit odškodné.  Dne 29. ledna 2013 přijal papež Benedikt XVI. jeho rezignaci z důvodu dosaženého věkového limitu.